# Сербия на «Евровидении»
Сербия дебютировала на конкурсе «Евровидение» в 2007 году. Ранее страна участвовала в составе Югославии (Социалистической Федеративной Республики Югославии с 1961 по 1991 год и Союзной Республики Югославии в 1992) и вместе с Черногорией (с 2004 по 2006).
Первую и единственную победу, на данный момент, Сербии принесла Мария Шерифович, которая участвовала в «Евровидении 2007» с песней «Молитва», набрав 268 очков. В 2008 году конкурс проходил в столице Сербии Белграде на Белградской Арене.
В 2009 году Сербия выбрала Марко Кона и Милана Николича, чтобы представлять страну во втором полуфинале «Евровидения 2009», однако впервые в истории участия Сербии в конкурсе, дуэт не прошёл в финал.
В 2013 году Сербия вновь не попала в финал. Её представляло женское трио Moje 3, выигравшая премию «Барбара Декс».
Сербия отказалась от участия на «Евровидении 2014» наряду с Болгарией и Хорватией.
В 2015 году Сербия приняла решение вернуться на конкурс. Представителем страны стала Бояна Стаменов с песней «Beauty Never Lies». Она заняла 10 место в финале, набрав 53 очка.
В 2016 страну представляла Саня Вучич с песней «Goodbye», заняв 18-е место в финале со 115 баллами.
В 2017 году на конкурсе от Сербии выступала Тияна Богичевич с песней «In Too Deep», но не прошла в финал.
В 2019 году на конкурсе от Сербии выступала Невена Божович с песней «Kruna» и заняла 18-е место в финале с 89 баллами.
За 8 раз участия в финале Сербия получила 1080 баллов, а в полуфинале — 1094 балла.

## Участники
Победитель
     Второе место
     Третье место
     Четвертое место
     Пятое место
     Последнее место
     Автоматический проход в финал
     Не прошла в финал
     Не участвовала или была дисквалифицирована
     Несостоявшееся участие
| Год  | Место проведения | Исполнитель               | Язык                 | Песня                                 | Перевод                    | Финал           | Финал           | Полуфинал                         | Полуфинал                         |
| Год  | Место проведения | Исполнитель               | Язык                 | Песня                                 | Перевод                    | Место           | Баллы           | Место                             | Баллы                             |
| ---- | ---------------- | ------------------------- | -------------------- | ------------------------------------- | -------------------------- | --------------- | --------------- | --------------------------------- | --------------------------------- |
| 2007 | Хельсинки        | Мария Шерифович           | Сербский             | «Молитва»                             | —                          | 1               | 268             | 1                                 | 298                               |
| 2008 | Белград          | Елена Томашевич           | Сербский             | «Оро»                                 | «Хора»                     | 6               | 160             | Страна победила в предыдущем году | Страна победила в предыдущем году |
| 2009 | Москва           | Марко Кон и Милан Николич | Сербский             | «Ципела»                              | «Башмак»                   | Не прошли       | Не прошли       | 10                                | 60                                |
| 2010 | Осло             | Милан Станкович           | Сербский             | «Ово je Балкан»                       | «Это Балканы»              | 13              | 72              | 5                                 | 79                                |
| 2011 | Дюссельдорф      | Нина                      | Сербский             | «Чаробан»                             | «Волшебство»               | 14              | 85              | 8                                 | 67                                |
| 2012 | Баку             | Желько Йоксимович         | Сербский             | «Није љубав ствар»                    | «Любовь — не вещь»         | 3               | 214             | 2                                 | 159                               |
| 2013 | Мальмё           | «Moje 3»                  | Сербский             | «Љубав је свуда»                      | «Любовь повсюду»           | Не прошли       | Не прошли       | 11                                | 46                                |
| 2014 | Не участвовала   | Не участвовала            | Не участвовала       | Не участвовала                        | Не участвовала             | Не участвовала  | Не участвовала  | Не участвовала                    | Не участвовала                    |
| 2015 | Вена             | Бояна Стаменов            | Английский           | «Beauty Never Lies»                   | «Красота никогда не лжёт»  | 10              | 53              | 9                                 | 63                                |
| 2016 | Стокгольм        | Саня Вучич                | Английский           | «Goodbye»                             | «Прощай»                   | 18              | 115             | 10                                | 105                               |
| 2017 | Киев             | Тияна Богичевич           | Английский           | «In Too Deep»                         | «Глубоко»                  | Не прошла       | Не прошла       | 11                                | 98                                |
| 2018 | Лиссабон         | Саня Илич и «Балканика»   | Сербский             | «Нова деца»                           | «Новые дети»               | 19              | 113             | 9                                 | 117                               |
| 2019 | Тель-Авив        | Невена Божович            | Сербский, английский | «Круна»                               | «Корона»                   | 18              | 89              | 7                                 | 156                               |
| 2020 | Роттердам        | «Hurricane»               | Сербский             | «Hasta la vista»                      | «До свидания»              | Конкурс отменён | Конкурс отменён | Конкурс отменён                   | Конкурс отменён                   |
| 2021 | Роттердам        | «Hurricane»               | Сербский             | «Loco Loco»                           | «Безумный-безумный»        | 15              | 102             | 8                                 | 124                               |
| 2022 | Турин            | Констракта                | Сербский, латинский  | «ln corpore sano»                     | «В здоровом теле»          | 5               | 312             | 3                                 | 237                               |
| 2023 | Ливерпуль        | Люк Блэк                  | Сербский, английский | «Samo mi se spava» (Само ми се спава) | «Мне просто хочется спать» | 24              | 30              | 10                                | 37                                |
| 2024 | Мальмё           | Тея Дора                  | Сербский             | «Ramonda» (Рамонда)                   | «Цветок»                   | 17              | 54              | 10                                | 47                                |
| 2025 | Базель           | Принц                     | Сербский             | «Mila» (Мила)                         | «Мила»                     | Не прошел       | Не прошел       | 14                                | 28                                |
| 2026 | Вена             |                           |                      |                                       |                            |                 |                 |                                   |                                   |

## Голосование (2007—2016)

### Баллы, данные Сербией
| Позиция | Страна               | Баллы |
| ------- | -------------------- | ----- |
| 1       | Россия               | 77    |
| 2       | Босния и Герцоговина | 55    |
| 3       | Хорватия             | 53    |
| 4       | Норвегия             | 21    |

### Баллы, полученные Сербией
| Позиция | Страна               | Баллы |
| ------- | -------------------- | ----- |
| 1       | Северная Македония   | 76    |
| 2       | Босния и Герцеговина | 74    |
| 3       | Швейцария            | 69    |
| 4       | Хорватия             | 59    |
| 5       | Россия               | 56    |

## Как принимающая сторона
| Год  | Город   | Место проведения  | Ведущие                            |
| ---- | ------- | ----------------- | ---------------------------------- |
| 2008 | Белград | Белградская Арена | Йована Янкович и Желько Йоксимович |

## Галерея
- Мария Шерифович, «Молитва», 2007
- Елена Томашевич, «Opo», 2008
- Марко Кон и Милан Николич, «Ципела», 2009
- Желько Йоксимович, «Nije Ljubav Stvar», 2012
- Moje 3, «Ljubav je svuda», 2013
- Бояна Стаменов «Beauty never lies», 2015
- Саня Вучич «Goodbye (Shelter)», 2016
- Тияна Богичевич «In Too Deep», 2017
- Саня Илич и Балканика «Нова деца», 2018
- Невена Божович «Круна», 2019